# Časopisy vydávané Filozofickou fakultou Univerzity Karlovy
Vydavatelství Filozofické fakulty Univerzity Karlovy vydává v současnosti čtrnáct časopisů, zaměřených na zkoumání v širokém okruhu humanitních oborů. Od roku 2015 vycházejí všechna tato periodika v režimu Open Access a jsou tedy volně dostupná čtenářům ze svých webových stránek pod licencí CC BY-NC-ND 2.0.  

## Seznam časopisů
- Časopis pro moderní filologii
- Dvacáté století
- Fórum sociální práce
- Historie - Otázky - Problémy
- Linguistica Pragensia
- Nová čeština doma a ve světě
- Prague Economic and Social History Papers
- Prague Papers on the History of International Relations
- Pražské egyptologické studie
- Slovo a smysl
- Studia Ethnologica Pragensia
- Studia Hercynia
- Studie z aplikované lingvistiky
- Svět literatury